# Путумайо (кантон)
Путумайо (исп.  Putumayo ) — один из 7 кантонов эквадорской провинции Сукумбиос. Площадь составляет 3559 км². Население по данным переписи 2001 года — 6171 человек, плотность населения — 1,7 чел/км². Административный центр — город Пуэрто-Кармен.

## География
Расположен в северо-восточной части провинции. Граничит с Колумбией (на севере), Перу (на востоке), а также с кантонами: Куйабено (на юге) и Лаго-Агрио (на западе).